# Linia E metra w Nowym Jorku

Mapa linii

Linia E – linia metra nowojorskiego. Jest oznaczona kolorem niebieskim na znakach stacji, znakach trasy oraz na oficjalnych mapach metra. Na swoim przebiegu przez Manhattan nosi nazwę IND Eighth Avenue Line.
Linia E kursuje cały dzień. Zazwyczaj linia E biegnie z Jamaica Center – Parsons/Archer (Jamaica w Queens) do World Trade Center na Dolnym Manhattanie za pośrednictwem Queens Boulevard i Eighth Avenue, obsługując ekspresowo Queens i lokalnie Manhattan.
Podczas późnych godzin nocnych linia E kursuje lokalnie na całej trasie.